# Люба Алексиева
Люба Янкова Алексиева е българска актриса.

## Биография и творчество
Родена е на 19 ноември 1926 г. в Бургас. Завършва ВИТИЗ „Кръстьо Сарафов“ със специалност актьорско майсторство през 1953 г. Същата година е назначена в Кукления театър.
Започва да играе на сцената на Народен театър за младежта от 1954 г. Най-запомнящите се нейни постановки са „Мотопедът“, „Чайка“, „Варвари“, „Еквус“, „Амадеус“, „Двамата веронци“, „Дундо марое“.
През 70-те години Алексиева е първият глас на Паула Мейзга в българския дублаж на хитовия унгарски анимационен сериал „Семейство Мейзга“.
През 2008 г. участва в реклама за образователни касети на английски език за ученици, където изрича култовата реплика „Кажи, баба, тенкю“.

## Личен живот и смърт
Омъжена е за писателя Петър Незнакомов до смъртта му през 1997 г. Те са родители на Маргарита Незнакомова (р. 1947) и Мария Незнакомова (р. 1958).
Умира на 88 години на 6 ноември 2015 г.

## Награди и отличия
- Заслужил артист

## Театрални роли
- „Сън в лятна нощ“ – Пък
- „Любов необяснима“
- „Съдии на самите себе си“
- „Ромео и Жулиета“
- „И утре ще си хубава“
- „Вълка и седемте козлета“
- „Мотопедът“
- „Чайка“
- „Варвари“
- „Еквус“
- „Амадеус“
- „Двамата веронци“
- „Дундо марое“
- „Вуйчо Ваньо“

## Телевизионен театър
- „Морската болест“ (1987) (Ст. Л. Костов) - Златкова, хазяйката на Сомови
- „Зет англичанин“ (1987) (Георги Белев) и (Паруш Парушев)
- „Незабравими дни“ (1985) (Лозан Стрелков), 2 части
- „Рози за доктор Шомов“ (1984) (от Драгомир Асенов, реж. Димитрина Гюрова и Николай Савов)
- „Един непредвиден приятел“ (1984) (Робер Тома)
- „Строшената делва“ (1984) (Хайнрих фон Клайст)
- „Арсеник и стари дантели“ (1980) (от Джоузеф Кесърлинг, реж. Асен Траянов), 2 части
- „Изпити“ (1979) (Драгомир Асенов)
- „Страстната неделя“ (от Павел Павлов, реж. Павел Павлов) (1978)
- „В люляковата градина“ (1977) (А. Салодар)
- „Банята“ (1974) (Стефан Шечерович)
- „Скъперникът“ (1972) (Молиер)
- „Адвокатът Пиер Патлен“ (1968) (реж. Павел Павлов) – Мадлен
- „Албена“ (1968) (Йордан Йовков)
- „Новият“ (1967) (Марек Домански)
- „Всекиму заслуженото“ (1966) (Самуел Альошин)
- „Кристалната пантофка“ (1965) (Тамара Габе)

## Филмография
| Година    | Филми и Сериали                   | Серии | Роля                                                          |
| --------- | --------------------------------- | ----- | ------------------------------------------------------------- |
| 2013      | Вяра, любов и уиски               |       | бабата на Ели                                                 |
| 2008      | Хиндемит                          |       |                                                               |
| 2006      | Пазачът на мъртвите               |       | баба Райна                                                    |
| 2004      | Трябва да ти кажа нещо            |       | съседката                                                     |
| 2003      | Между рая и ада                   |       | сестра                                                        |
| ?         | Дърво без покрив                  |       |                                                               |
| 1997      | Сватбата                          |       | бабата                                                        |
| 1991-1992 | Любовниците                       | 8     | майката на треньора (в 5-та серия: На ръба на басейна (1992)) |
| 1991      | Вампир                            |       | Ябланица                                                      |
| 1991      | Здравей, бабо!                    |       | баба Мита                                                     |
| 1990      | Живот на колела                   | 5     | майката на Сашо                                               |
| 1989      | Мъже без мустаци                  | 6     | бабата                                                        |
| 1989      | Старчето с карираните панталони   |       | леля Фарида                                                   |
| 1987      | Не се мотай в краката ми          |       | бабата на Чочко                                               |
| 1987      | Котешка опашка                    |       |                                                               |
| 1987      | Петък вечер                       |       | леля Дочка                                                    |
| 1984      | Горе на черешата                  |       | баба Чечка                                                    |
| 1984      | Не знам, не чух, не видях         |       | възрастната свидетелка                                        |
| 1984      | Толкова очаквани приятелства (тв) |       | майката на Мирослав                                           |
| 1980      | Похищение в жълто                 |       | бабата на Филип                                               |
| 1979      | Мигове в кибритена кутийка        |       | мамето                                                        |
| 1979      | Фаталната запетая                 |       |                                                               |
| 1977      | Нечиста сила                      | 3     | Тодорана (в 1-ва серия)                                       |
| 1975      | Чичовци                           | 2     | Селямсъзката                                                  |
| 1975      | Чичовци                           | 4     | Селямсъзката                                                  |
| 1974-1976 | Сбогом, любов                     | 3     | съдия                                                         |
| 1974      | Синята лампа                      | 10    | в (7 с. „Операция Теменуга“)                                  |
| 1974      | Бразилска мелодия                 | 2     | съседка на Спас и Моню                                        |
| 1970-1971 | Ало, д-р Минев!                   | 5     | пациентката                                                   |
| 1969      | Село край завод                   |       | Облачката                                                     |
| 1967      | Ако не иде влак                   |       |                                                               |
| 1967      | Привързаният балон                |       |                                                               |